# We Own the Night Tour
We Own the Night Tour là tour diễn thứ ba của ban nhạc Mỹ Selena Gomez & the Scene nhằm quảng bá cho album thứ 3 When the Sun Goes Down..

## Background

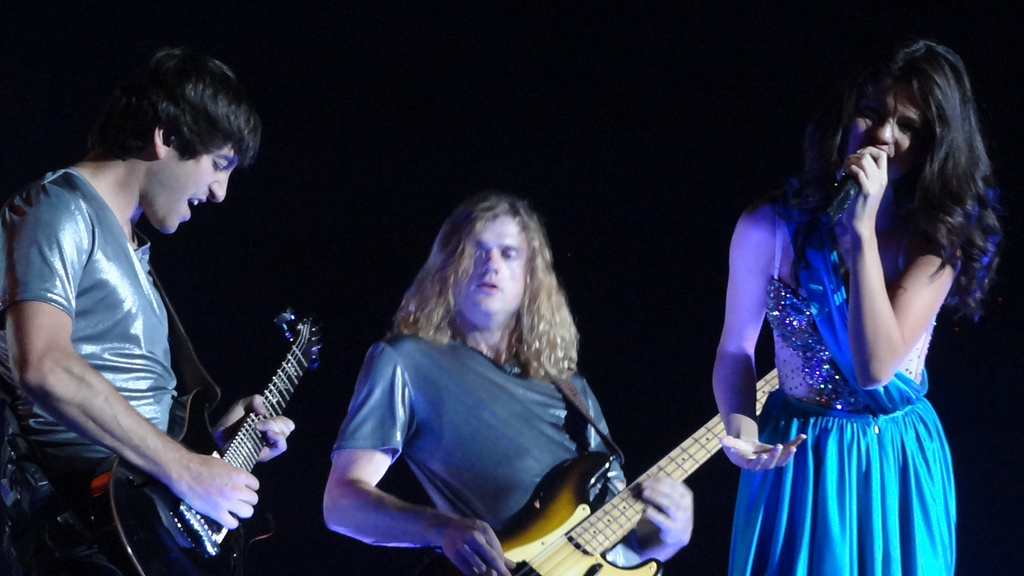
The band on We Own the Night Tour (2011)

Ngày 23 tháng ba 2011, Hollywood Records ã thông báo thông qua báo chí rằng Selena Gomez & The Scene sẽ được lưu diễn tại Mỹ trong mùa hè năm 2011.. Show diễn đầu tiên được diễn ra tại Orange County Fair ở Costa Mesa, Calif, và vé sẽ được bán vào ngày 2 tháng 5 năm 2011.. "Tôi rất hào hứng để gặp những người hâm mộ tuyệt vời trong tour diễn lần này," Selena Gomez nói.. We Own the Night Tour là tên của tour diễn do chính Selena xác nhận.. "Chúng tôi đang làm việc với một số nhà sản xuất lớn và đang thiết lập cả một danh sách đầy sự bất ngờ, tôi muốn chắc chắn rằng tất cả mọi người sẽ có một thời gian vui vẻ." Một sự bất ngờ trong tour diễn là Selena sẽ hát lại những ca khúc từng là Hit của Britney Spears. Selena tiếp tục tiết lộ rằng Dream Within a Dream Tour là show diễn đầu tiên mà cô tham dự.. Gần 30 tour diễn đã được lên kế hoạch ngay sau đó. When asked about the tour, Gomez stated
"Tôi rất hào hứng vì đây là tour diễn lớn nhất của ban nhạc từ trước tới giờ, tôi lo lắng nhiều hơn bất cứ điều gì bởi vì tôi cảm thấy như đó là một chút kỳ vọng của người hâm mộ[...].Chúng tôi đang làm việc với một số nhà sản xuất lớn và đang thiết lập cả một danh sách đầy sự bất ngờ, tôi muốn chắc chắn rằng tất cả mọi người sẽ có một thời gian vui vẻ[...].Tôi nghĩ rằng trong cả tour diễn lần này, Tôi sẽ cố gắng thực hiện tốt những gì tuyệt vời nhất có thể," Selena giải thích. "Vì vậy, chúng tôi đã có nhà sản xuất, thực hiện một vài video,hiệu ứng, các nhóm nhảy, và rất nhiều ánh sáng lung linh... Tôi cố gắng làm nó để xứng đáng với lời khen ngợi"

## ca sĩ mở màn
- Christina Grimmie (North America)[7]
- Allstar Weekend (North America, select dates)[8]
- Shawn Desman (Canada)[9]
- DJ Raul Rodriguez (Mexico)[cần dẫn nguồn]
- Big Time Rush (Paso Robles)[10]
- JC Rosary (San Juan)[11]
- Rock Bones (Santiago)[12]
- Mia Mont (Lima)[13]
- College 11 (Buenos Aires)[14]

## Danh sách các ca khúc trình diễn

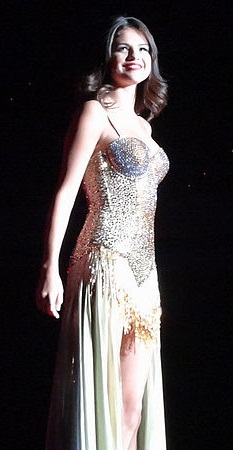
Selena Gomez performing "A Year Without Rain".

1. "A Year Without Rain (Dave Aude Remix)"
2. "Hit The Lights"
3. "Summer's Not Hot"
4. "Round & Round"
5. "The Way I Loved You"
6. "We Own the Night"
7. "Love You Like a Love Song"
8. "Spotlight"
9. "Bang Bang Bang"
10. "When the Sun Goes Down"
11. "Intuition"
12. "Falling Down"
13. "Super Bass"
14. "6 Foot 7 Foot" (Instrumental Interlude)
15. "Rock God"
16. "Middle of Nowhere"
17. "My Dilemma"
18. "Off the Chain"
19. Britney Spears Medley: (contains elements of the "Chris Cox Megamix")
  1. "...Baby One More Time"
  2. "(You Drive Me) Crazy"
  3. "I'm a Slave 4 U"
  4. "Oops!... I Did It Again"
  5. "Toxic"
  6. "Hold It Against Me"
20. "Whiplash"
21. "Tell Me Something I Don't Know"
22. "Naturally"

Encore
1. "Who Says"
2. "Magic"

Source:

## Tour dates
| Date                         | City             | Country       | Venue                                |
| ---------------------------- | ---------------- | ------------- | ------------------------------------ |
| North America                |                  |               |                                      |
| ngày 24 tháng 7 năm 2011[A]  | Costa Mesa       | Hoa Kỳ        | Pacific Amphitheatre                 |
| ngày 25 tháng 7 năm 2011[B]  | Paso Robles      | Hoa Kỳ        | Main Grandstand Arena                |
| ngày 28 tháng 7 năm 2011     | Boca Raton       | Hoa Kỳ        | Count de Hoernle Amphitheater        |
| ngày 30 tháng 7 năm 2011     | Clearwater       | Hoa Kỳ        | Ruth Eckerd Hall                     |
| ngày 31 tháng 7 năm 2011     | St. Augustine    | Hoa Kỳ        | St. Augustine Amphitheatre           |
| ngày 2 tháng 8 năm 2011      | Atlanta          | Hoa Kỳ        | Chastain Park Amphitheater           |
| ngày 3 tháng 8 năm 2011      | Charlotte        | Hoa Kỳ        | Time Warner Cable Amphitheater       |
| ngày 5 tháng 8 năm 2011      | Bethel           | Hoa Kỳ        | Bethel Woods Center for the Arts     |
| ngày 9 tháng 8 năm 2011      | Darien           | Hoa Kỳ        | Darien Lake Performing Arts Center   |
| ngày 10 tháng 8 năm 2011     | Clarkston        | Hoa Kỳ        | DTE Energy Music Theatre             |
| ngày 12 tháng 8 năm 2011     | Papillion        | Hoa Kỳ        | Werner Park                          |
| ngày 13 tháng 8 năm 2011     | Rosemont         | Hoa Kỳ        | Rosemont Theatre                     |
| ngày 14 tháng 8 năm 2011     | Cleveland        | Hoa Kỳ        | Jacobs Pavilion at Nautica           |
| ngày 16 tháng 8 năm 2011     | Gilford          | Hoa Kỳ        | Meadowbrook U.S. Cellular Pavilion   |
| ngày 17 tháng 8 năm 2011     | Uncasville       | Hoa Kỳ        | Mohegan Sun Arena                    |
| ngày 19 tháng 8 năm 2011     | Philadelphia     | Hoa Kỳ        | Mann Center for the Performing Arts  |
| ngày 20 tháng 8 năm 2011     | Holmdel          | Hoa Kỳ        | PNC Bank Arts Center                 |
| ngày 21 tháng 8 năm 2011     | Hershey          | Hoa Kỳ        | Star Pavilion at Hersheypark Stadium |
| ngày 23 tháng 8 năm 2011     | Toronto          | Canada        | Molson Amphitheatre                  |
| ngày 25 tháng 8 năm 2011     | Boston           | United States | Bank of America Pavilion             |
| ngày 26 tháng 8 năm 2011[C]  | Timonium         | United States | Timonium Racetrack                   |
| ngày 27 tháng 8 năm 2011[D]  | Syracuse         | United States | Mohegan Sun Grandstand               |
| ngày 29 tháng 8 năm 2011     | St. Louis        | United States | Fabulous Fox Theatre                 |
| ngày 31 tháng 8 năm 2011     | Dallas           | United States | Gexa Energy Pavilion                 |
| ngày 1 tháng 9 năm 2011      | Kansas City      | United States | Starlight Theatre                    |
| ngày 3 tháng 9 năm 2011[E]   | Pueblo           | United States | Colorado State Fair Events Center    |
| ngày 4 tháng 9 năm 2011      | Broomfield       | United States | 1stBank Center                       |
| ngày 5 tháng 9 năm 2011[F]   | Salem            | United States | L. B. Day Comcast Amphitheatre       |
| ngày 7 tháng 9 năm 2011      | West Valley City | United States | Maverik Center                       |
| ngày 9 tháng 9 năm 2011      | San Diego        | United States | Valley View Casino Center            |
| ngày 10 tháng 9 năm 2011     | Las Vegas        | United States | Mandalay Bay Events Center           |
| ngày 12 tháng 9 năm 2011[G]  | Puyallup         | United States | Northwest Concert Center             |
| ngày 13 tháng 10 năm 2011    | Victoria         | Canada        | Save-On-Foods Memorial Centre        |
| ngày 14 tháng 10 năm 2011    | Vancouver        | Canada        | Rogers Arena                         |
| ngày 16 tháng 10 năm 2011    | Edmonton         | Canada        | Rexall Place                         |
| ngày 17 tháng 10 năm 2011    | Calgary          | Canada        | Scotiabank Saddledome                |
| ngày 19 tháng 10 năm 2011    | Saskatoon        | Canada        | Credit Union Centre                  |
| ngày 21 tháng 10 năm 2011    | Winnipeg         | Canada        | MTS Centre                           |
| ngày 23 tháng 10 năm 2011    | Cleveland        | United States | Wolstein Center                      |
| ngày 24 tháng 10 năm 2011    | London           | Canada        | John Labatt Centre                   |
| ngày 25 tháng 10 năm 2011    | Oshawa           | Canada        | General Motors Centre                |
| ngày 28 tháng 10 năm 2011    | Ottawa           | Canada        | Scotiabank Place                     |
| ngày 29 tháng 10 năm 2011    | Hamilton         | Canada        | Đấu trường Copps                     |
| ngày 30 tháng 10 năm 2011    | Montreal         | Canada        | Bell Centre                          |
| ngày 1 tháng 12 năm 2011[H]  | Sacramento       | United States | Power Balance Pavilion               |
| ngày 2 tháng 12 năm 2011[I]  | Phoenix          | United States | US Airways Center                    |
| ngày 13 tháng 12 năm 2011[J] | San Jose         | United States | HP Pavilion at San Jose              |
| ngày 17 tháng 12 năm 2011[K] | Rosemont         | United States | Allstate Arena                       |
| ngày 18 tháng 12 năm 2011[L] | Seattle          | United States | WaMu Theater                         |
| ngày 22 tháng 1 năm 2012     | San Juan         | Puerto Rico   | José Miguel Agrelot Coliseum         |
| ngày 24 tháng 1 năm 2012     | Thành phố Panama | Panama        | Figali Convention Center             |
| ngày 26 tháng 1 năm 2012     | Thành phố México | México        | Palacio de los Deportes              |
| ngày 27 tháng 1 năm 2012     | Guadalajara      | México        | Arena VFG                            |
| South America                |                  |               |                                      |
| ngày 30 tháng 1 năm 2012     | Santiago         | Chile         | Movistar Arena                       |
| ngày 2 tháng 2 năm 2012      | Lima             | Peru          | Jockey Club del Perú                 |
| ngày 4 tháng 2 năm 2012      | Rio de Janeiro   | Brazil        | HSBC Arena                           |
| ngày 5 tháng 2 năm 2012      | São Paulo        | Brazil        | Via Funchal                          |
| ngày 7 tháng 2 năm 2012      | Córdoba          | Argentina     | Orfeo Superdomo                      |
| ngày 9 tháng 2 năm 2012      | Buenos Aires     | Argentina     | Estadio G.E.B.A.                     |
| ngày 11 tháng 2 năm 2012     | Montevideo       | Uruguay       | Estadio Charrúa                      |

Festivals and other miscellaneous performances
A This concert was a part of the Orange County Fair
B This concert was a part of the California Mid-State Fair
C This concert was a part of the Maryland State Fair
D This concert was a part of the Grandstand Concert Series
E This concert was a part of the Colorado State Fair
F This concert was a part of the "Oregon State Fair"
G This concert was a part of the "Puyallup Fair Concert Series"
H This concert là một part of the "KDND's Jingle Ball"
I This concert is a part of "Phooson"
J This concert is a part of "99.7's Triple Ho Show"
K This concert is a part of "B96's SoBe Lifewater Jingle Bash"
L This concert is a part of "106.1 KISS FM's Jingle Bell Bash"

### Box office score data
| Venue                               | City             | Tickets Sold / Available | Gross Revenue |
| ----------------------------------- | ---------------- | ------------------------ | ------------- |
| Ruth Eckerd Hall                    | Clearwater       | 2,075 / 2,075 (100%)     | $112,191      |
| Maverik Center                      | West Valley City | 6,426 / 6,426 (100%)     | $237,555      |
| DTE Energy Music Theatre            | Clarkston        | 15,005 / 15,005 (100%)   | $338,220      |
| Meadowbrook U.S. Cellular Pavilion  | Gilford          | 5,931 / 5,933 (~100%)    | $217,771      |
| Mann Center for the Performing Arts | Philadelphia     | 10,349 / 10,921 (95%)    | $360,386      |
| Scotiabank Saddledome               | Calgary          | 13,027 / 13,093 (99%)    | $576,342      |
| John Labatt Centre                  | London           | 8,389 / 8,465 (99%)      | $393,878      |
| General Motors Centre               | Oshawa           | 5,289 / 5,289 (100%)     | $277,075      |
| Bell Centre                         | Montreal         | 12,654 / 12,654 (100%)   | $584,809      |
| José Miguel Agrelot Coliseum        | San Juan         | 3,999 / 4,141 (96%)      | $356,096      |
| Palacio de los Deportes             | Mexico City      | 15,961 / 16,666 (96%)    | $748,995      |
| Arena VFG                           | Guadalajara      | 10,122 / 11,090 (91%)    | $433,434      |
| Jockey Club del Perú                | Lima             | 16,345 / 16,345 (100%)   | $792,834      |
| HSBC Arena                          | Rio de Janiero   | 6,330 / 6,330 (100%)     | $658,283      |
| Via Funchal                         | São Paulo        | 5,470 / 5,470 (100%)     | $459,279      |
| TOTAL                               | TOTAL            | 121,027 / 123,558 (98%)  | $5,754,314    |